# Winthemia pacifica
Winthemia pacifica là một loài ruồi trong họ Tachinidae.